# Creme de ureia
Creme de ureia é utilizado como uma medicação e aplicado na pele para tratar a pele seca e a comichão, como pode ocorrer em psoríase, dermatite, ou ictiose. Ele também pode ser usado para amaciar as unhas.
Nos adultos, os efeitos secundários são geralmente poucos. Ocasionalmente, pode causar irritação da pele. A ureia funciona, em parte, pelo relaxamento da pele seca. Preparações geralmente contêm entre 5 a 50% de ureia.
Os cremes de ureia têm sido utilizados desde a década de 1940. Faz parte da Lista de Medicamentos Essenciais da Organização Mundial de Saúde, uma lista dos mais eficazes e seguros medicamentos que são necessários em um sistema de saúde. Ele é um medicamento de venda livre. No Reino Unido, 100 g de 10% de creme custa ao SNS cerca de 4.37 libras.